# Anmer Hall
 (juin 2015).
Si vous disposez d'ouvrages ou d'articles de référence ou si vous connaissez des sites web de qualité traitant du thème abordé ici, merci de compléter l'article en donnant les références utiles à sa vérifiabilité et en les liant à la section « Notes et références ».
Anmer Hall est un manoir georgien situé dans le village de Anmer dans le comté du Norfolk en Angleterre. Il est situé à environ 19 kilomètres au nord-est de King's Lynn, à environ 3,2 km à l'est de Sandringham House et à environ 3,2 km à l'ouest de Houghton Hall. Le manoir de Anmer Hall est le cadeau de mariage de la reine Elizabeth pour le duc et la duchesse de Cambridge.
La maison actuelle a été construite au XVIIIe siècle et fait partie de la propriété de Sandringham House depuis 1898. La maison a été classée bâtiment historique en 1984, mais a ensuite été déclassée.

## Histoire
La maison du XVIIIe siècle est construite dans le style georgien. Le manoir a deux étages et un grenier avec lucarnes. La façade sud donnant sur le parc comprend 13 portes vitrées et a été restaurée avec des briques rouges en 1815. Le rez-de-chaussée dispose de 13 fenêtres fixées dans des arcatures et un porche semi-circulaire sur deux colonnes toscanes. Il y a 11 fenêtres au premier étage. Les trois travées centrales sont surmontées d'un fronton.
Le domaine environnant a été classé monument historique en 2003 et comprend les bâtiments du village médiéval voisin de Anmer.

## Occupants
Anmer Hall était le siège de la famille Coldham depuis 1705. Le domaine de Sandringham a été acheté par la reine Victoria en 1862 comme cadeau de mariage pour le prince de Galles, futur Edouard VII et les terres voisines ont été ajoutées à la succession dans les années suivantes. Anmer Hall a été acheté en 1898.
Anmer Hall est ensuite devenu la résidence privée de John Loader Maffey, 1er Baron de Rugby (1877-1969), qui allait devenir gouverneur général du Soudan, secrétaire permanent du ministère des Colonies et de la guerre, ainsi qu'ambassadeur à Dublin.
De 1972 à 1990, la maison a été louée au duc et la duchesse de Kent. En février 1990, le duc et la duchesse de Kent ont quitté Anmer Hall pour s'installer à Crocker End House, dans l'Oxfordshire. De 1990 à 2000, le manoir a été loué à Hugh van Cutsem (en). Il a ensuite été loué à la famille de James Everett, propriétaire de la société de cuisine en bois Norfolk Oak.
En janvier 2013, il a été annoncé que la reine avait alloué Anmer Hall au prince William, duc de Cambridge et à son épouse Kate. Pour accueillir le duc et la duchesse dans leur résidence principale, une rénovation d'un coût de 1,5 million de livres a été entreprise. Ces travaux ont été payés par des fonds privés de la famille royale. Cela comprenait un nouveau toit, une nouvelle cuisine, l'ajout d'une véranda conçue par l'architecte Charles Morris (qui a déjà conçu des extensions à Highgrove House), la décoration intérieure et la plantation d'arbres tout autour du domaine pour donner au duc et à la duchesse une plus grande intimité.

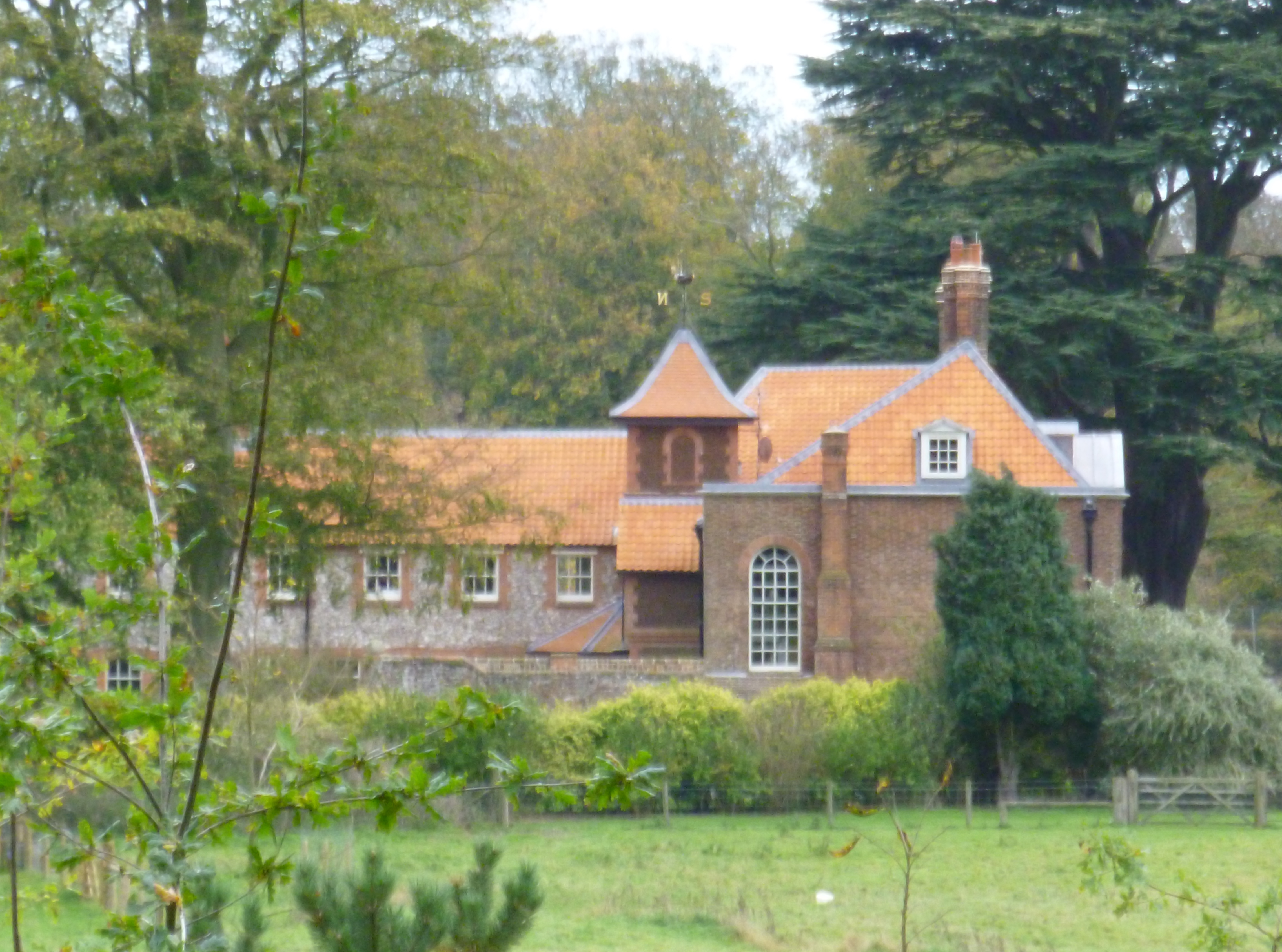
Anmer Hall.
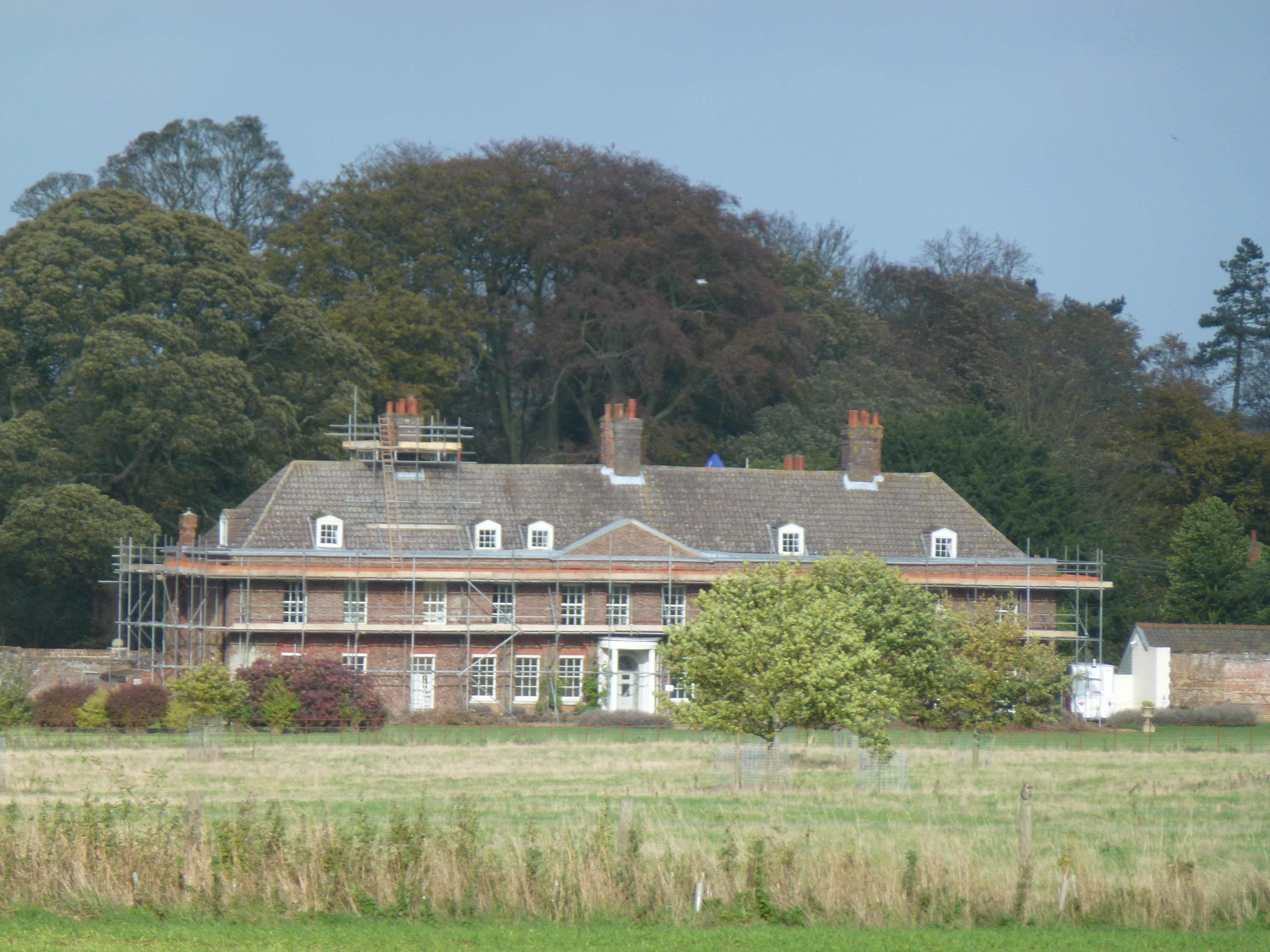
Anmer Hall en travaux, 2013.
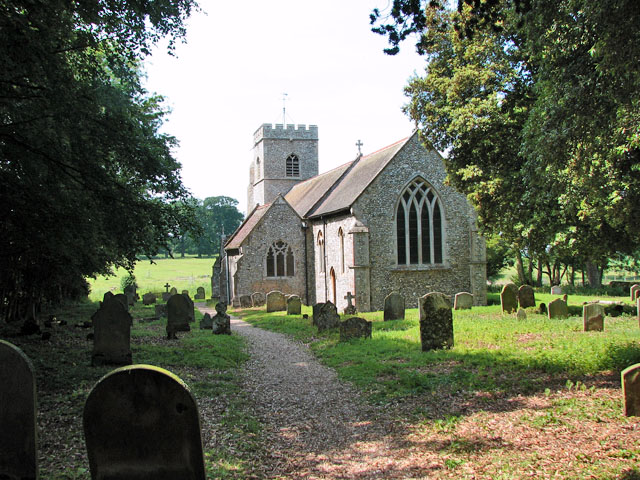
Église St Mary dans le parc de Anmer Hall.